# Sjung och var glad med Black-Ingvars 2
Sjung och var glad med Black-Ingvars 2 är ett studioalbum från 2001 av den svenska hårdrocksgruppen Black Ingvars.

## Låtlista
1. Bananer i pyjamas
2. Turbo Disney
3. Blommig falukorv
4. Sudda sudda
5. Astrid rockar fett
6. Kalles Klätterträd
7. Sjörövar-Fabbe
8. Världens bästa Karlsson
9. Alla snubbar
10. Vaffenteja
11. Flaggan vajar på sin stång
12. App Lapp Rapp
13. Sjung och var glad